# Henri-Marie Husson
Henri-Marie Husson (Reims, Campanha-Ardenas, França, 25 de Maio de 1772 - Paris, França, 11 de abril de 1853, foi médico de Elisa Bonaparte chefe do Hospital Hotel Dieu, acupunturista, vacina dor e apoiador principal do magnetismo animal, além de amigo pessoal, coordenador do magnetizador Barão du Potet.

## Biografia
Henri-Marie Husson, tornou-se doutor em medicina no ano de 1799. Ele foi um bibliotecário-assistente da Biblioteca da Faculdade de Medicina da França.
Doctor amigo de Bichat se reuniram e organizaram em 1800 o Comitê de Vacinas, praticado no Hotel-Dieu em Paris juntamente com a Société médicale d'émulation, neste comitê tornou-se secretário, a pedido de Thouret.

### Família Real e a luta contra a Varíola
Ele se torna o médico de Elisa Bonaparte na Itália.
Em maio de 1811 o Rei de Roma, Napoleão II de França, herdeiro imperial, foi vacinado contra a varíola. Esta vacinação foi tão esperada que Napoleão fez-se tornar um evento científico, histórico e político considerável. Onde o vacinador, Henri-Marie Husson, foi imediatamente premiado com a condecoração Legião de Honra, posteriormente, tornou-se médico chefe no Hotel-Dieu, mas não antes de dizer:
| “ | Em breve, vamos chegar no momento em que a varíola já não é conhecido apenas pela memória de terror ela inspirou, e um sentimento de gratidão para a prática salutar que irá nos salvar deste flagelo. | ” |

Isto desencadeou a mobilização do Estado napoleônico para a vacinação que foi eficaz. Desde o início, no século, na França, a mortalidade pela varíola teve um colapso de 10% para 1%. Husson, foi quem a isso sucedeu, começando a prever ainda um século e meio antes da última epidemia de varíola francesa que ocorreu em Vannes, em 1954 e fez 16 mortes de 73 casos. Globalmente, a varíola foi erradicada declarou 26 de outubro de 1977.

#### Repercussão na atualidade
O Comitê Central da Vacina Francesa para monitorar a campanha de saúde contra a varíola iniciada por Husson, estudou o livro do Dr Jean-Sébastien Vaume, Os perigos de vacinação comprovada, e respondeu que ele estava citando como crianças vacinadas que não haviam sido ou onde a vacina não tinha inoculado a doença se trasmutava em "graves e extraordinária afeição as circunstâncias mais simples que surgiram durante o ciclo de vacinação". É em vão que Vaume apelou para anglofobia conciliar as autoridades.

### Reconhecimento e apoio aoMesmerismo

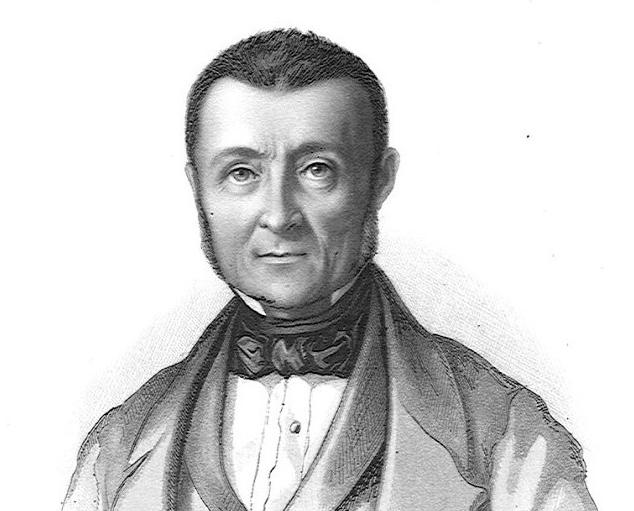
Barão du Potet

Ele vacinou na cidade de Paris durante os 20 anos subsequentes, durante este período inúmeros relatórios de vacina foi assinado por ele.
Em 1821 ele foi eleito para a Academia Real de Medicina presidiu em 1839.
Ainda em 1821, Henri-Marie Husson coordena juntamente com Alexandre Bertrand (1795-1831) as experiências relacionadas ao magnetismo desenvolvidas pelo magnetizador Barão du Potet e Thierry Robouam, sob a orientação do médico Joseph-Claude-Anthelme Récamier (1774-1852), na presença de trinta outros médicos.
No ano de 1837 enquanto, Husson era chefe de serviço no Hotel Dieu enquanto esperava legitimar o estudo do sonambulismo provocado desenvolveu um tratado embasado nas teses de Didier-Jules Berna  que no final após já ser aceita a defesa foi descreditada sem justificativa plausível.

### Acupuntura
O reumatismo foi tratado através da acupuntura no Hotel-Dieu, reuniram-se em serviço e sob os olhos do Sr. Husson, o Sr. Dr. J-C. Lacroix, e o Sr. Antoine Laurent Bayle, consta uma ata da reunião do dia 28 de fevereiro de 1825 na Academia Real de Medicina tratando o tema referente a acupuntura, com três casos de oftalmia crônica curado, relatado por Cloquet, Husson e Nacquart
Autor de vários livros, Husson, publicou um ensaio sobre uma nova doutrina sobre temperamentos em 1799, e cria uma biografia de Bichat, após sua morte e um Tratado de membrana em 1802 além de Pesquisas de história médica sobre a vacina em 1803.

### Obras
- Notice historique sur la vie et les travaux de Marie-Fr.-Xavier Bichat elue à la Société médicale d'émulation le 10 fructidor an X Henri-Marie Husson / Paris : impr. de Stoupe anXI , 1802-1803
- Recherches historiques et médicales sur la vaccine/ (Segunda edição, com aumento de práticas e observações), A Paris, chez Gabon et Cie, lib., près l'Ecole de Médecine. An IX (1801)
- Recherches historiques et médicales sur la vaccine, ou Traité complet sur l'origine, l'histoire, les variétés, les avantages et la pratique de cette nouvelle inoculation, Paris : Gabon , (1803)
- Rapport sur les moyens de constater la présence de l'arsenic dans les empoisonnemens par ce toxique au nom de l'Academie royale de médecine/ por MM. Husson, Adelon, Pelletier, Paris : J. B. Baillière , 1841
- Essai sur une nouvelle doctrine des tempéramens, présenté et soutenu à l'Ecole de Médecine de Paris, le 18 nivôse, an VII de la République, Paris : Librairie Legrand ,[1799] reeditado em 1924
- Recherches historiques et médicales sur la vaccine ; Ou Traité complet sur l'origine, l'histoire, les variétés, les avantages et la pratique de cette nouvelle inoculation [...], Paris : Gabon , An XI (1803)
- Académie royale de médecine - Discours prononcé sur la tombe de M. Jean-Baptiste-Charles Asselin,... le 6 mars 1826, au nom de l'Académie; Académie royale de médecine / Paris : impr. de Rignoux , (1826)
- Traité des membranes en général et de diverses membranes en particulier por Xav. Bichat, M.Husson, Paris : Gabon, Méquignon-Marvis , 1827
- Essai sur une nouvelle doctrine des tempéramens, Paris, (1799)

#### Artigos científicos
- Traité des membranes en général, et de diverses membranes en particulier - Nouvelle édition, augmentée d'une notice historique sur la vie et les ouvrages de l'auteur, Paris : Méquignon-Marvis , (1816)
- Traité des membranes en général et de diverses membranes en particulier - Nouvelle édition, augmentée d'une Notice historique sur la vie et les ouvrages de l'auteur, A Paris (1802)